# R-31 (missile)
L'R-31 (in cirillico: P-31, nome in codice NATO: SS-N-17 Snipe), anche noto come 3M17, è stato un missile balistico imbarcato di fabbricazione sovietica sviluppato a partire dagli anni settanta dal Bureau Arsenal per conto della Marina militare sovietica, la quale adottò il sistema d'arma a partire dal 1980.
Dotato di una sola testata nucleare, che si valutò anche di sostituire con testate multiple, fu il primo missile balistico con guida astro-inerziale e motore a razzo a propellente solido realizzato nell'Unione Sovietica. L'R-31, inoltre, è stato il primo missile ad avvalersi di un nuovo metodo di lancio da sottomarino che permetteva di non allagare il silo prima del lancio.
Costruito in soli 36 esemplari, ed impiegato esclusivamente su una sola unità sottomarina classe Yankee denominata K-140, venne radiato nel 1990.

## Storia

### Sviluppo
Nei primi anni settanta, la marina sovietica avvertì l'esigenza di un nuovo missile imbarcato per sottomarini. In questo senso, espresse un requisito per lo sviluppo di un SLBM di nuova concezione, e del relativo sistema di lancio. L'intenzione era implementare sia il missile, sia il sistema di lancio, sui sottomarini lanciamissili della classe Yankee.
Le proposte che pervennero ai vertici della VMF furono due: una del NII Mashinostroyeniya, e l'altra del KB Arsenal. Fu quest'ultima ad essere accettata.
Il primo test di volo avvenne da una piattaforma terrestre nel 1973, mentre il primo lancio in immersione ebbe luogo il 22 dicembre 1976, nel Mar Bianco. Le sperimentazioni del nuovo sistema d'arma (e del relativo sistema di lancio, il D-11), proseguirono fino al 1979, e l'anno successivo fu dispiegato operativamente a bordo del sottomarino K-140, appartenente alla classe Yankee II. Nelle intenzioni dei sovietici, sarebbero stati modificati ed aggiornati anche tutti gli altri esemplari della classe.
Il nuovo missile entrò in servizio nella marina sovietica con il nome di R-31, e fu conosciuto anche con il nome bilaterale di RSM-45.

### Impiego operativo
Il missile entrò in servizio nel 1980, su un unico battello della classe Yankee modificato alla versione Yankee II, e ricevette dalla NATO la codifica di SS-N-17 Snipe. Il sottomarino era il già citato K-140. Su questo solo esemplare, il sistema di lancio D-5 fu sostituito con il D-11, che era stato appositamente progettato per lo “Snipe”. In dettaglio, i missili imbarcati erano 12, che potevano essere lanciati alla profondità di 50 metri. Non sono chiari i motivi che spinsero i sovietici a convertire un solo esemplare. Comunque, il K-140 fu ritirato dal servizio nel 1989. Il missile R-31 seguì la stessa sorte del suo sottomarino-vettore.

## Caratteristiche
L'SS-N-17 fu il primo missile imbarcato sovietico a propellente solido. Dal punto di vista tecnico, si trattava di un'arma a doppio stadio e a singola testata.
L'R-31 era decisamente più perfezionato rispetto ai modelli a propellente liquido, che erano allora utilizzati dalla marina sovietica. Infatti, per il lancio non era necessario il riempimento del tubo con l'acqua, che rimaneva ermeticamente chiuso fino al momento della partenza dell'ordigno: l'R-31 veniva letteralmente sparato fuori dal tubo grazie ad un potentissimo getto di gas. Il missile emergeva protetto in una vera e propria bolla d'aria, che era mantenuta con l'aiuto di un particolare dispositivo sistemato sulla punta. Il motore principale del primo stadio veniva acceso dopo l'emersione del missile dall'acqua.
Questo particolare sistema di lancio “asciutto” aveva il vantaggio di ridurre di molto sia il tempo necessario ai preparativi, sia i rumori.

## Utilizzatori
Unione Sovietica
- Voenno-morskoj flot - VMF CCCP

In servizio dal 1980 al 1990, 36 esemplari costruiti